# Escala de Pauling
A escala de Pauling é uma escala construída empiricamente e largamente utilizada na Química, criada por Linus Pauling em 1932. Mede os valores de electronegatividade (atração que o átomo exerce sobre elétrons externos em ligações covalentes) dos elementos químicos. O elemento mais electronegativo é o Flúor, que recebeu o valor de 4,0; o menos electronegativo é o Frâncio, que recebeu o valor 0,7. Os outros elementos têm valores de electronegatividade intermediários.
Os elementos do segundo período da tabela periódica costumam ter valores arredondados na escala de Pauling:
- Li: 1,0
- Be: 1,5
- B: 2,0
- C: 2,5
- N: 3,0
- O: 3,5
- F: 4,0